# Посёлок санатория «Раменское»
Посёлок санатория «Раменское» — посёлок в Раменском муниципальном районе Московской области. Входит в состав сельского поселения Сафоновское. Население — 116 чел. (2010).

## География
Посёлок санатория «Раменское» расположен в восточной части Раменского района, примерно в 4 км к юго-востоку от города Раменское. Высота над уровнем моря 125 м. Рядом с посёлком протекает река Гжелка. В посёлке 1 улица — Речная; приписана территория Колос. Ближайший населённый пункт — посёлок Дубовая Роща. Посёлок состоит из 5-этажного многоквартирного дома на 20 квартир, двухэтажного дома на 8 квартир и одноэтажного дома барачного типа на 5 квартир и 4 частных домов.

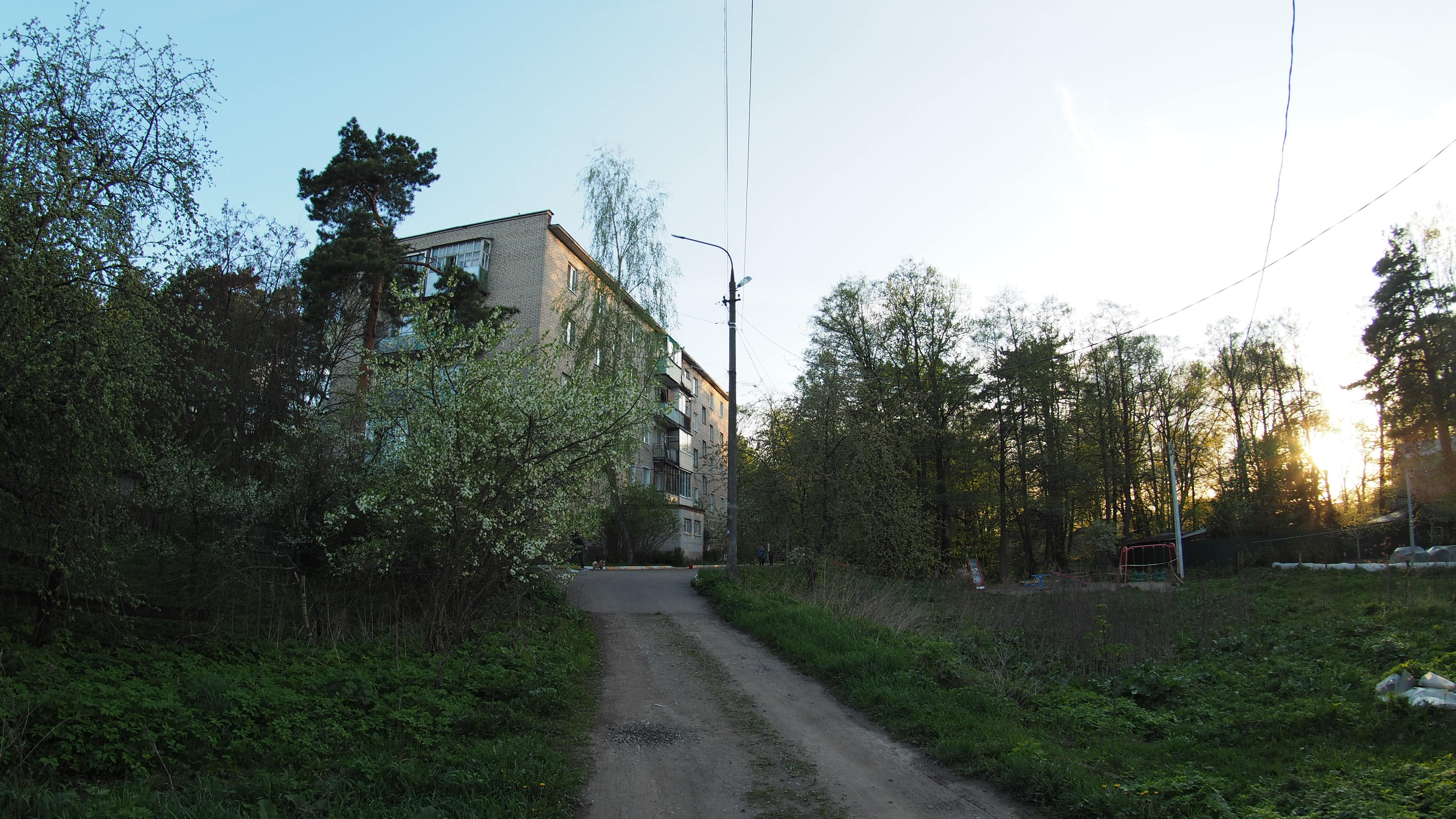
Единственный пятиэтажный дом в посёлке

## История
До муниципальной реформы 2006 года посёлок входил в состав Сафоновского сельского округа Раменского района. Посёлок построен для обслуживания санатория. Санаторий не действует с середины 2010-х.

## Население
| 2002 | 2010 |
| ---- | ---- |
| 121  | ↘116 |

По переписи 2002 года в посёлке проживало 121 человек (52 мужчины, 69 женщин).